# Переверзев, Пётр Семёнович
Пётр Семёнович Переверзев (14 июля 1914 год, село Большой Тобал — 3 мая 1967 года, село Восход, Красногвардейский район, Крымская область) — председатель колхоза «Россия» Красногвардейского района Крымской области, Украинская ССР. Герой Социалистического Труда (1966). Депутат Верховного Совета СССР 6 — 7 созывов.

## Биография
Родился в крестьянской семье в селе Большой Тобал (с 1924 года — Новоконстантиновка, сегодня — Запорожская область). С 1932 года — рабочий на шахте в Горловке, Донбасс. Окончил школу фабрично-заводского обучения при Симферопольской кожгалантерейной фабрики имени Дзержинского и в 1938 году — Московский кожаный техникум. С 1938 по 1941 года — мастер и начальник цеха Симферопольской кожгалантерейной фабрики. После начала Великой Отечественной войны эвакуировался в Узбекистан. В 1942—1946 годах — уполномоченный, заместитель директора молокозавода в Андижане. В 1946 году возвратился в Крым.
С 1946 по 1953 года — директор молокозавода в Феодосии, управляющий конторы «Раймолоко» Красногвардейского завода. В 1953 году вступил в КПСС. В 1953—1954 годах[уточнить] — заместитель председателя исполкома Красногвардейского районного Совета народных депутатов.
С 28 февраля 1954 года — председатель колхоза имени Молотова (позднее — «Россия») Красногвардейского района в селе Восход. Вывел колхоз в число передовых сельскохозяйственных предприятий Крымской области. Указом Президиума Верховного Совета СССР от 22 марта 1966 года «за достигнутые успехи в развитии животноводства, увеличении производства и заготовок мяса, молока, яиц, шерсти и другой продукции» удостоен звания Героя Социалистического Труда с вручением ордена Ленина и золотой медали «Серп и Молот».
Избирался депутатом Верховного Совета СССР 6 — 7 созывов (1962—1967), членом бюро Крымского обкома Компартии Украины, делегатом XXII и XXIII съездов КПСС.
Руководил колхозом до своей скоропостижной кончины 3 мая 1967 года. Его преемником стал Герой Социалистического Труда Владимир Иванович Криворотов.

## Сочинения
- Земля и люди (1968)

## Память
- Его именем названа главная улица в селе Восход.

## Награды
- Герой Социалистического Труда
- Орден Ленина — дважды (26.02.1958; 1966)
- Почётная грамота Президиума Верховного Совета Украинской ССР (10.07.1964)
- Заслуженный гражданин Красногвардейского района.